# Biastes truncatus
Biastes truncatus là một loài Hymenoptera trong họ Apidae. Loài này được Nylander mô tả khoa học năm 1848.